# Edwin Gebauer
Edwin Gebauer (* 16. Juni 1884 in Wyhra; † 1967 in Potsdam) war ein deutscher Politiker (NSDAP).

## Leben und Wirken
Nach dem Besuch der Volksschule (1890–98) arbeitete Gebauer von 1898 bis 1903 in der Schmiede und in der Geflügelzucht seiner Eltern. Anschließend verdiente er seinen Lebensunterhalt als Geflügelzuchtleiter (1903–08) und Siedemeister (1908–14).
Ab 1914 nahm Gebauer am Ersten Weltkrieg teil: Er gehörte dem Fuß-Artillerie-Regiment Nr. 12 an. In den Jahren 1915 und 1916 wurde er an der Ostfront und in den Jahren 1917 bis 1918 an der Westfront eingesetzt. Im Krieg wurde er mit dem Eisernen Kreuz II. Klasse und der Friedrich-August-Medaille ausgezeichnet.
Nach seiner Rückkehr aus dem Krieg arbeitete Gebauer als Seifensieder (1919–29). Nach dem Ausbruch der Weltwirtschaftskrise wurde er im Januar 1930 arbeitslos.
Gebauer war seit 1924 politisch tätig. Zum 26. Mai 1925 trat er in die NSDAP ein (Mitgliedsnummer 5.842). Seit 1926 hatte er eine Führer-Stellung in der Sturmabteilung (SA), dem Straßenkampfverband der NSDAP, inne. 1931 erreichte er den Rang eines Sturmbannführers und im November 1937 den Rang eines Standartenführers in der SA-Gruppe Berlin-Brandenburg.
Bei der Reichstagswahl vom Juli 1932 kandidierte Gebauer erfolgreich für den Reichstag: Er gehörte dem Parlament anschließend bis zu seiner vorzeitigen Auflösung im September 1932 als Abgeordneter für den Wahlkreis 3 (Potsdam II) an.
Im Berliner Adressbuch von 1933 ist Gebauer mit der Adresse Zossener Straße 35 verzeichnet. 1936 firmiert er als Hauswart in der Dreibundstraße 5 und 1943 als Hausmeister in der Immelmannstraße 10.